# 주뱅크

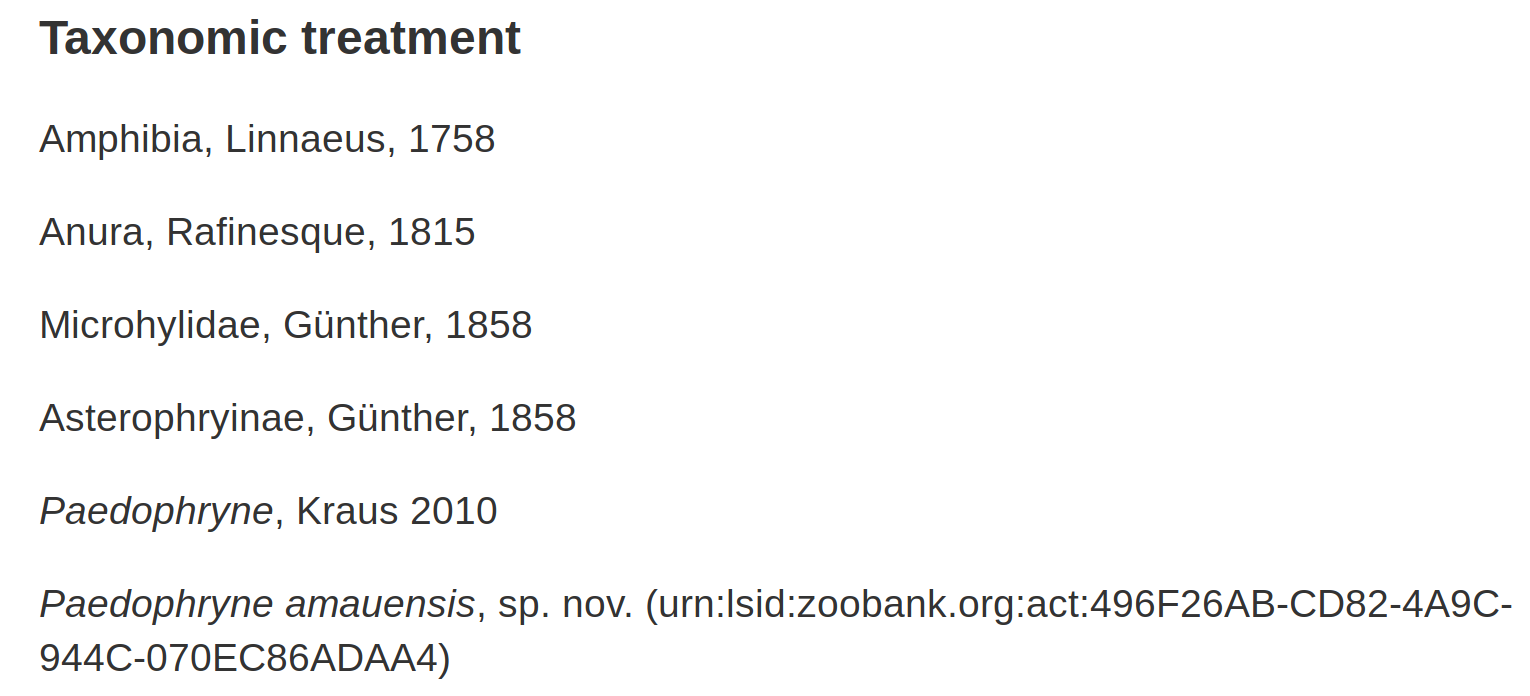

주뱅크(ZooBank)는 국제동물명명위원회(ICZN)의 동물명명 등록을 목적으로 하는 오픈 액세스 웹사이트이다. 전자적으로 출판된 모든 명명법 행위(예: 분류학적 명칭을 생성하거나 변경하는 출판물)는 출판 전에 주뱅크에 등록해야 ICZN 명명법 코드에 의해 "공식적으로" 인정된다. 실제 출판물로 출판된 행위는 권장되지만 출판 전에 등록할 필요는 없다.
생명과학 식별자(LSID)는 주뱅크 등록 항목에 대한 범용 고유 식별자로 사용된다.
주뱅크 프로토타입은 현재 톰슨 로이터가 소유하고 있는 "Zoological Record"의 과학 문헌에서 편집된 "Index to Organism Names"(http://www.organismnames.com)의 데이터로 시드되었다.

## 같이 보기
- 플라지